# Хайдершайд
Хайдершайд (люкс. Heischent, фр. и нем. Heiderscheid) — коммуна в Люксембурге, располагается в округе Дикирх. Коммуна Хайдершайд является частью кантона Вильц. В коммуне находится одноимённый населённый пункт.
Население составляет 1330 человек (на 2008 год), в коммуне располагаются 470 домашних хозяйств. Занимает площадь 32,65 км² (по занимаемой площади 15 место из 116 коммун). Наивысшая точка коммуны над уровнем моря составляет 529 м. (11 место из 116 коммун), наименьшая 238 м. (51 место из 116 коммун).